# Superconductor de tipo II

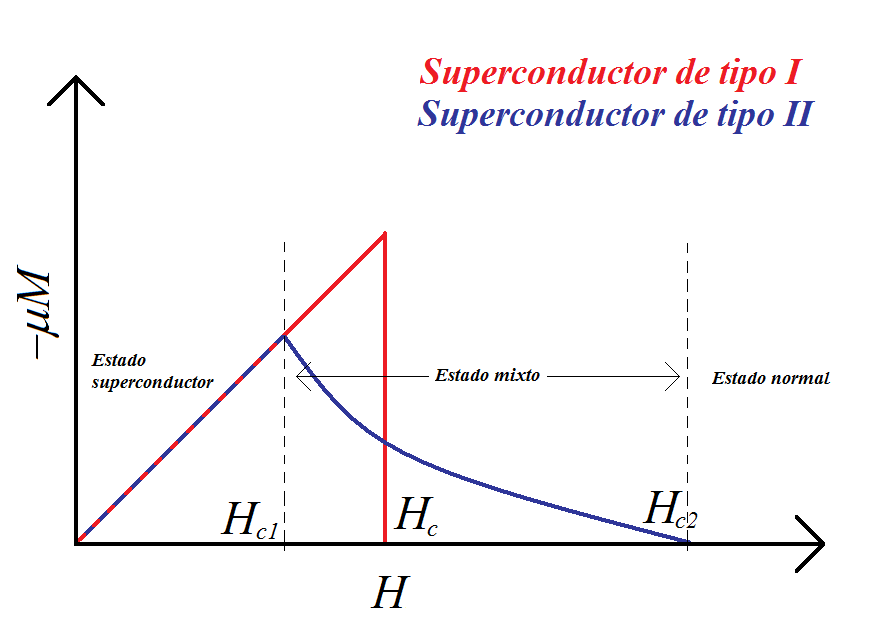
Diferencia entre las reacciones a un campo magnético externo de un superconductor de tipo I (en rojo) y un superconductor de tipo II (en azul). Para contrarrestar el campo externo, el superconductor adquiere una magnetización que cae bruscamente (si el superconductor es de tipo I) o gradualmente (si es de tipo II) antes de pasar al estado normal.

Los superconductores de tipo II son aquellos materiales que en lugar de pasar bruscamente del estado superconductor al estado normal (como sí hacen los de tipo I), van gradualmente de uno a otro.
El primer superconductor de este tipo fue descubierto en 1930 por Wander Johannes de Haas y J. Voogd, aunque no se pudo reconocer como tal hasta el descubrimiento del efecto Meissner.

## Propiedades
- Grupo heterogéneo: al contrario que los de tipo I (que son todos elementos puros), los superconductores de este tipo son un grupo heterogéneo: pueden ser aleaciones, cerámicas o elementos puros; entre estos últimos encontramos tan sólo cuatro: el carbono (pero solo los fulerenos y los nanotubos, pues cuando se encuentra en forma de diamante o grafito nunca alcanza el estado superconductor), el niobio, el tecnecio y el vanadio.
- Dos temperaturas críticas: si no aplicamos ningún campo magnético vemos que hay un intervalo de temperaturas, entre Tc1 y Tc2, en el que el material está en un estado mixto (también conocido como fase de Shubnikov, por Lev Shubnikov) en el que conviven el estado superconductor y el normal (mientras que en los superconductores de tipo I el paso de un estado a otro es discontinuo). Si vamos aumentando el campo magnético, estas dos temperaturas van siendo cada vez más bajas, y si es el campo es lo suficientemente grande, el material no es conductor ni siquiera en el cero absoluto.
- Dos campos magnéticos críticos: por otro lado, si fijamos la temperatura cuando la sustancia está en estado superconductor y aplicamos un campo magnético, encontramos una situación parecida: a partir de un cierto valor Hc1 el campo comienza a poder penetrar el material, y si lo aumentamos hasta un valor Hc2 el estado superconductor desaparece por completo.
- La magnetización aumenta según aumenta el campo magnético externo para contrarrestarlo y que en el interior dicho campo sea nulo, lo que da lugar al efecto Meissner; pero al contrario de lo que pasa en los superconductores de tipo I (donde la magnetización se anula bruscamente cuando se alcanza el campo magnético crítico) en los de tipo II la magnetización alcanza el máximo en Hc1, tras el cual empieza a disminuir gradualmente (permitiendo así que el campo magnético externo vaya penetrando en la muestra) y no se anula hasta alcanzar Hc2.
- Aún no hay una teoría satisfactoria que los explique: la mayoría de ellos (con excepciones notables como el niobio) son no convencionales, es decir, la teoría BCS no explica plenamente sus propiedades.
- El parámetro de Ginzburg-Landau es {\displaystyle \kappa >1/{\sqrt {2}}} (y por lo general {\displaystyle \kappa \gg 1}), lo que significa que la longitud de penetración es mucho mayor que la longitud de coherencia de Ginzburg-Landau.
- La mayoría son no convencionales, es decir, sus propiedades no están explicadas dentro del marco de la teoría BCS (con algunas excepciones como el niobio o el diboruro de magnesio, que sí que son convencionales).